# Casa Matheu (Caldes de Malavella)
Casa Matheu és una casa situada al nucli urbà del municipi de Caldes de Malavella (Selva), a l'avinguda Dr. Furest. És una obra inclosa en l'Inventari del Patrimoni Arquitectònic de Catalunya.

## Descripció
És un edifici entre mitgeres de planta baixa, pis i golfes. Coberta a doble vessant amb biga carenera paral·lela al pla de façana. A la planta baixa amb sòcol de pedra. A la part esquerra hi ha una porta en arc peraltat de maó vist; a la dreta una obertura en arc ogival de maó vist on hi ha inserides dues finestres geminades en arc ogival- gòtic. Al pis a l'esquerra, un arc carrat amb incisió que li dona una aparença d'arc conopial; a la dreta una finestra en arc ogival i guardapols de pedra. A les golfes hi ha dues finestres amb llinda de pedra. El mur de la façana és arrebossat imitant carreus.